# Balneário Gaivota
Balneário Gaivota è un comune brasiliano nello stato di Santa Catarina. La sua popolazione, secondo le stime IBGE per il 2022, era di 15 669 abitanti. Si trova ad un'altitudine di sette metri ed ha una superficie di 146834 km², con una densità demografica di 106,71 abitanti per km².
Il comune è noto per le sue bellissime spiagge, le bellissime lagune e il suo lungomare. Possiede 23 km di costa, la più estesa dello stato di Santa Catarina, con 49 piccole spiagge lungo tutta la sua lunghezza, tra cui a sud una delle spiagge più belle della regione meridionale di Santa Catarina, Areias Claras.
La città si è emancipata dal comune limitrofo, Sombrio, il 29 dicembre 1995, con la Legge 10.054/1995. La località si è sviluppata grazie alla pratica della pesca esplorativa, attività che ancora oggi, insieme al turismo e al settore immobiliare, costituisce una delle basi principali dell'economia del comune.
Confina ad ovest con i comuni di Sombrio; Balneário Arroio do Silva, a nord; Passo de Torres, a sud; e l'Oceano Atlantico, Un'indagine realizzata dall'IBGE nel 2010 indica che il tasso di scolarizzazione dei bambini tra i 6 ei 14 anni è del 98,7%.L'IBGE ha inoltre stimato che il comune avesse un IDHM di 0,728 nel 2010, rispetto a 0,625 nel 2000, con una differenza di 0,103 punti rispetto al 2000.